# پیز داینت
پیز داینت (به لاتین: Piz Daint) یک کوه در سوئیس است که در کانتون گراوبوندن واقع شده‌است. پیز داینت ۲٬۹۶۸ متر بالاتر از سطح دریا واقع شده‌است.